# Myzocallis castaneoides
Myzocallis castaneoides är en insektsart som först beskrevs av Baker, A.C. 1916.  Myzocallis castaneoides ingår i släktet Myzocallis och familjen långrörsbladlöss. Inga underarter finns listade i Catalogue of Life.